# Adolf Franz Samwer
Adolf Franz Samwer (* 8. Juli 1895 in Gotha; † 30. September 1958 in Schielberg) war ein deutscher Politiker (GB/BHE, später CDU) und leitend in der deutschen Versicherungswirtschaft tätig.

## Familie
Adolf Franz Samwer war der zweite Sohn des Generaldirektors der Gothaer Lebensversicherungsbank auf Gegenseitigkeit Karl August Friedrich Samwer und dessen Frau Gertrud, geb. Stengel.

## Leben
Samwer begann seine Berufslaufbahn ebenfalls im Versicherungswesen und wurde 1923 Bezirksdirektor der Allianz Versicherungsgesellschaft in Halle (Saale). Schon 1924 wechselte er für die Allianz zur neuerworbenen Tochter Bayerische Versicherungsbank AG als Direktor nach Berlin. Nachdem diese im Zuge der Fusion der Allianz mit dem Stuttgarter Verein 1927 ihr Geschäftstätigkeit auf Bayern beschränkte, ging er 1928 als Direktor der Allianz nach Köln.
Von 1931 bis 1945 war er Generaldirektor der Karlsruher Lebensversicherungs-AG und in diesem Amt 1940 unter anderem im Badisch-pfälzischen Beirat der Deutschen Bank. Zum 1. Mai 1933 trat er der NSDAP bei (Mitgliedsnummer 3.464.251), diente sich badischen Nazigrößen an und ging als Treuhänder der elsässischen Versicherungsgesellschaft Rhein und Mosel gegen deren früheren Generaldirektor André Mouchard vor. Da Mouchard sich seinerzeit einer gefälschten Vollmacht bedient hatte, um seine Befugnisse zu untermauern, ist Samwers Reaktion, dies der zuständigen Wirtschaftsbehörde in Straßburg aus versicherungswirtschaftlichen Gründen anzuzeigen, verständlich und hatte nichts mit nationalsozialistischer Betätigung zu tun. Nach 1945 musste er aufgrund der oben genannten Vorwürfe, deren Richtigkeit sich nicht zweifelsfrei nachprüfen lässt, aus der Karlsruher Lebensversicherungs-AG trotz einer aufwändigen Rechtfertigung ausscheiden. Er arbeitete fortan als Wirtschaftssachverständiger.
Samwer begann, sich im Nachkriegsdeutschland wieder politisch zu engagieren. 1951 wurde er zum Stadtrat in Karlsruhe gewählt und gewann dort 1952 bei der Wahl zum Oberbürgermeister 6.186 bzw. 9,1 % der Stimmen. 1952/53 war er Mitglied der verfassunggebenden Landesversammlung von Baden-Württemberg.
Dem Deutschen Bundestag gehörte er als Nachrücker für Eduard Fiedler ab dem 15. Oktober 1953 bis zum Ende der Legislaturperiode 1957 an. Für den GB/BHE gewählt, trat er aus der Fraktion und der Partei nach den Ereignissen des Bundesparteitages 1954 am 12. Juli 1955 mit der Gruppe um Waldemar Kraft und Theodor Oberländer aus und verlor das Amt des Parlamentarischen Geschäftsführers der GB/BHE-Fraktion. Am 15. Juli 1955 wurde er zunächst Gast der CDU/CSU-Bundestagsfraktion, der er nach seinem Beitritt zur CDU am 20. März 1956 auch beitrat. Bei der Bundestagswahl 1957 wurde er aufgrund eines aussichtslosen Listenplatzes nicht wiedergewählt.
Ab 1957 bis zu seinem Tod durch einen Autounfall 1958 war Samwer noch einmal im Versicherungsgeschäft als Vorstandsvorsitzender der Deutschen Krankenversicherung tätig.
Samwer war verheiratet. Er hatte einen Sohn, Ludwig Samwer, der im Zweiten Weltkrieg seit der ersten Juli-Woche 1944 vermisst wurde, und eine Tochter.

## Schriften
- als Herausgeber: Hundert Jahre Karlsruher Lebensversicherung. 1835–1935. Eine Festschrift. G. Braun, Karlsruhe 1935.